# Херингсдорф
Хе́рингсдорф (нем. Heringsdorf, пол. Smolniki) — коммуна в Германии, в земле Мекленбург-Передняя Померания.
Входит в состав района Восточная Передняя Померания. Население составляет 9363 человека (на 31 декабря 2010 года). Занимает площадь 37,45 км².
Коммуна подразделяется на 4 сельских округа.

## Фотографии

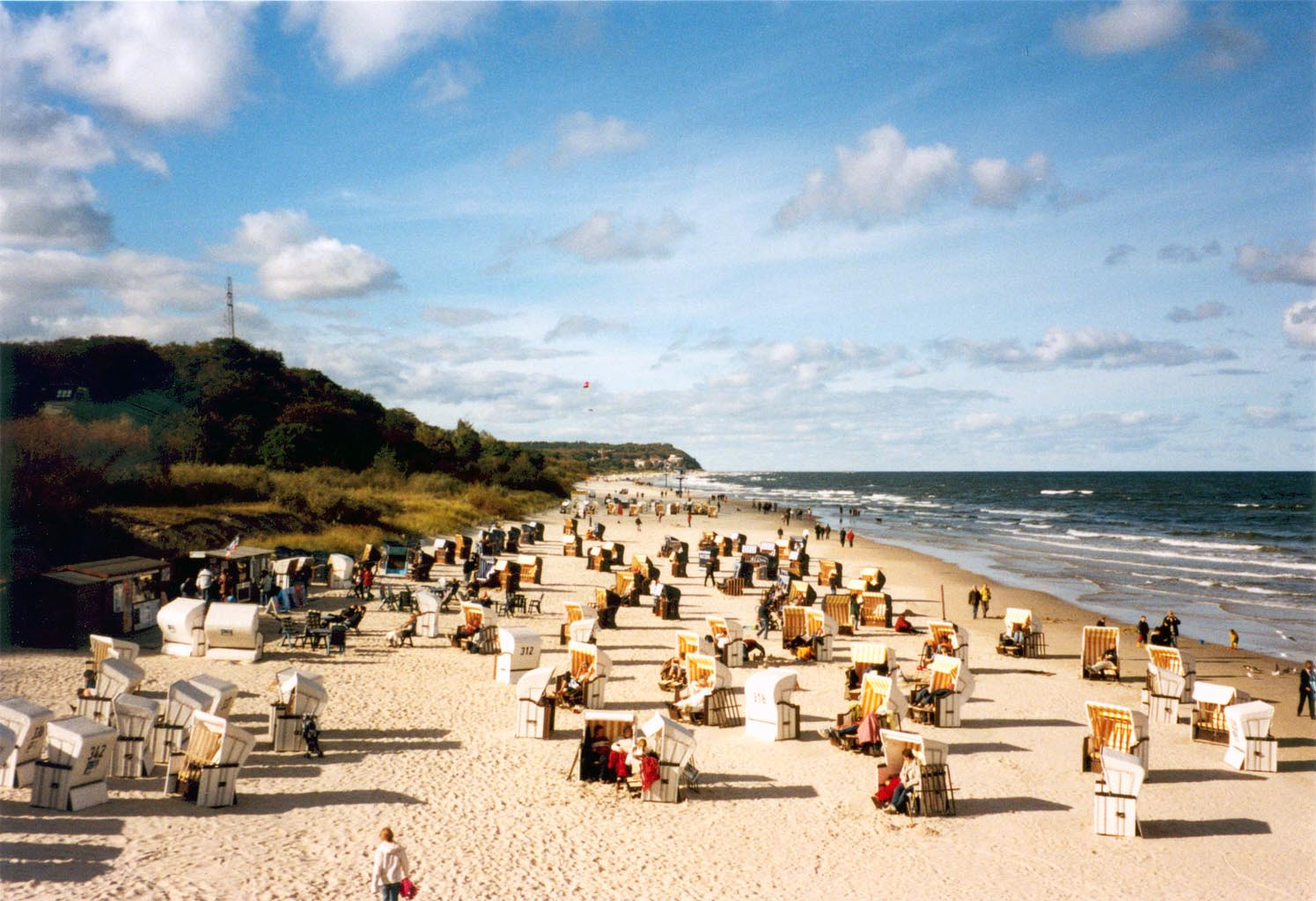
Пляж (вид на северо-запад)
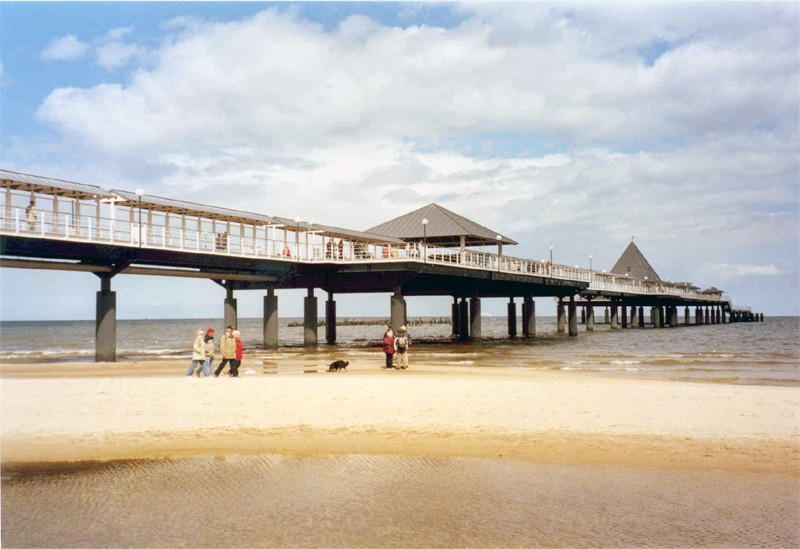
Герингсдорф Пирс
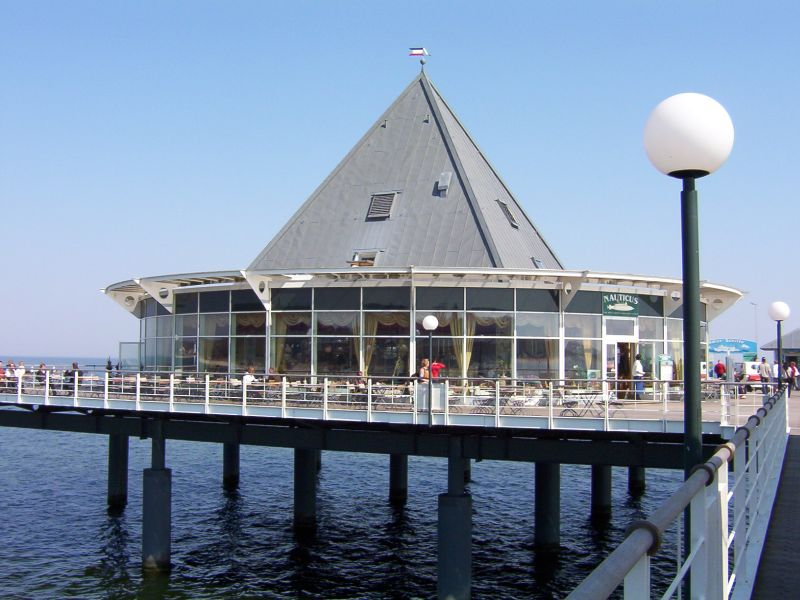
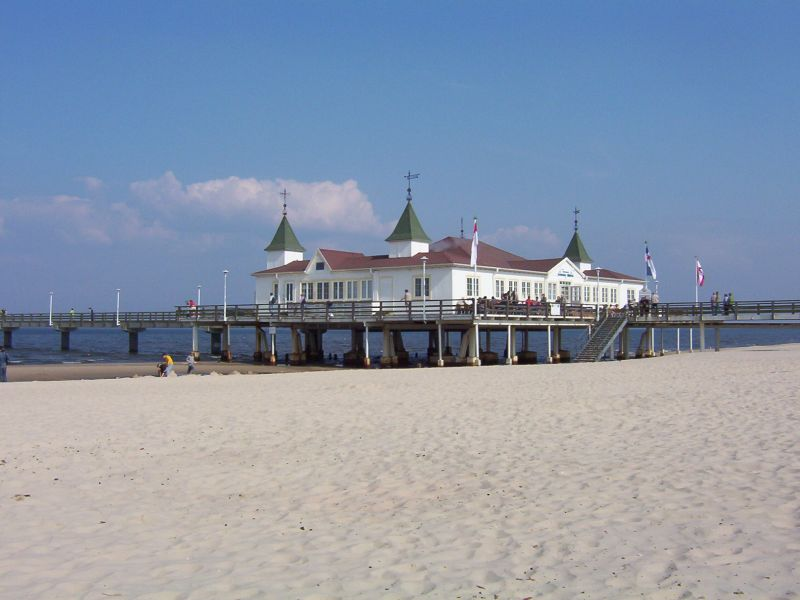
Альбек пирс
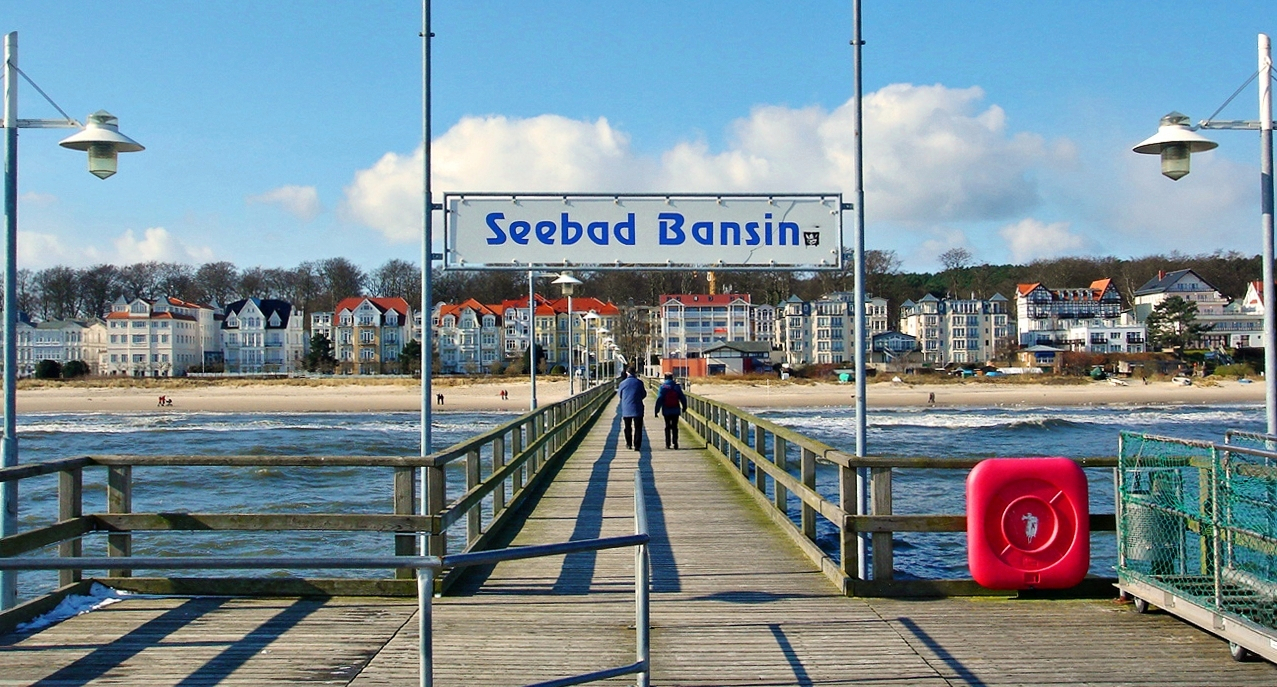
Набережная Бансин видна с пирса (Bäderarchitektur)
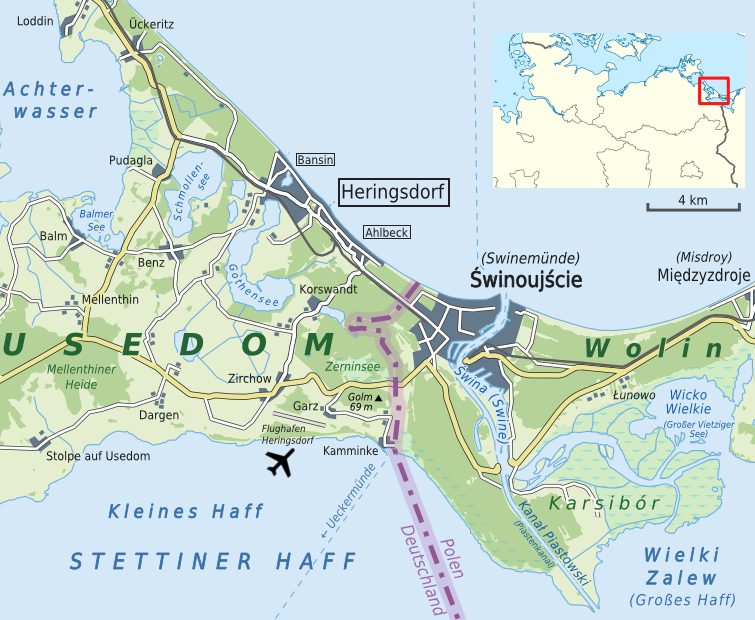
Карта Херингсдорф в приморских районах Альбек и Bansin и соседнем городе Swinemünde / Свиноуйсьце в Польше